# 北安曇郡
北安曇郡（日语：／ Kitaazumi gun */?）為長野縣的郡。簡稱北安。
現管轄有以下1町3村。
- 池田町
- 小谷村
- 白馬村
- 松川村